# Converse (empresa)

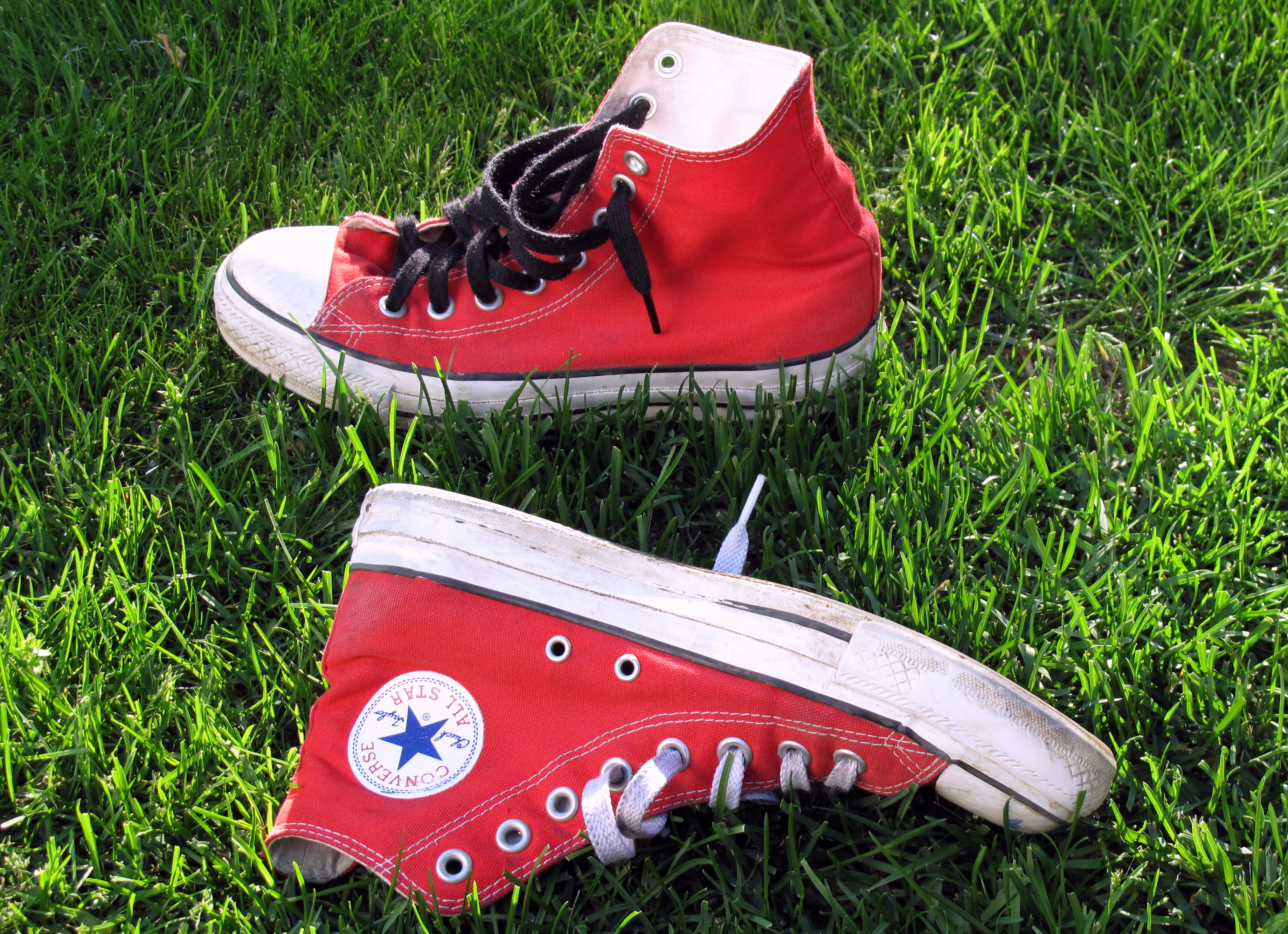
Um par de Converse Chuck Taylor All-Stars vermelhos

CONVERSE Inc., mais conhecida simplesmente por Converse, é uma empresa de calçados estadunidense que fabrica sapatos desde o início do século XX. Fundada em 1908, e com sede em Boston, Massachusetts, ela é uma subsidiária integral da Nike desde 2003. É especialmente famosa pela fabricação dos calçados All Star. A Converse não fabrica, ela terceiriza seus calçados em outras fábricas, como por exemplo, a rede de fábricas Coopershoes.

## Projeto "Converse Rubber Tracks"
O Converse Rubber Tracks é um estúdio de gravação que está localizado no bairro de Williamsburg, no Brooklyn, Nova York, que nasceu em 2011 do desejo da marca em envolver a comunidade da música e proporcionar oportunidade para os artistas que não conseguem estar num estúdio.
Desta forma, o projeto visa apoiar artistas emergentes, possibilitando o acesso a um estúdio de gravação de alto nível, sem nenhum custo.

### Converse Rubber Tracks Live
O Converse Rubber Tracks Live é uma série livre de concertos que apoia a música emergente ao redor do mundo. Cada performance ao vivo apresenta um artista principal renomado, que escolhe a dedo um ato de abertura que foi gravado em um Converse Rubber Tracks Studio.

### Converse Rubber Tracks Brasil
No Brasil, o Converse Rubber Tracks aconteceu de forma itinerante, em 2014, passando por São Paulo, Rio de Janeiro, Belo Horizonte e Recife. O projeto também trouxe ao país um festival gratuito, com shows de Dinosaur Jr., Busta Rhymes, Brand New, Minus the Bear e Chromeo, entre outros.
No dia 16 de março de 2015, o Brasil recebeu de forma definitiva um estúdio da Converse Rubber Tracks, tornando-se, assim o segundo país no mundo a receber este estúdio. O local escolhido para abrigar o projeto Converse Rubber Tracks foi o Family MOB Studios, no bairro da Lapa, na capital paulista. Desde então, artistas de todos os gêneros podem se inscrever e, se selecionados, gravar sem custo algum e ainda ficar com os direitos de suas músicas.